# Aruna Asaf Ali
Aruna Asaf Ali, född 1909, död 1996, var en indisk politiker.
Hon blev Delhis borgmästare 1958. Hon var den första kvinnan på sin post. 